# Parafia św. Zofii w Zofiborze
Parafia św. Zofii w Zofiborze – parafia rzymskokatolicka w Zofiborze.
Parafia erygowana w 1914 roku. Obecny kościół parafialny drewniany wybudowany w stylu barokowym, w roku 1854 dla dominikanów.
Terytorium parafii obejmuje Zofibór, Domaszewnicę, Kolonię Domaszewnicę, Kolonię Domaszewską, Stanisławów, Szczygły Górne, Świderki i Wólkę Domaszewską.
Zofiborski Cmentarz Parafialny znajduje się przy granicy miejscowości kościelnej, na gruntach obrębu Kolonia Domaszewska.